# EHalal
eHalal是由马来西亚政府支持、马来西亚国际贸易工业部（MITI）发起和主导、清真产业促进署（HDC）管理的国际清真贸易电商平台，总部设在马来西亚首都吉隆坡，另在阿联酋迪拜、中国香港、广州等地设有分部。

## 创立背景
2016年5月26日，eHalal全球发布会在马来西亚首都吉隆坡隆重举行。马来西亚前首相敦阿都拉·巴达威、马来西亚国际贸易工业部（MITI）部长拿督慕斯达法莫哈末、马来西亚清真产业促进署（HDC）首席执行官拿督斯里贾米尔·比丁等政府高层均出席了发布会。